# Ausiàs March

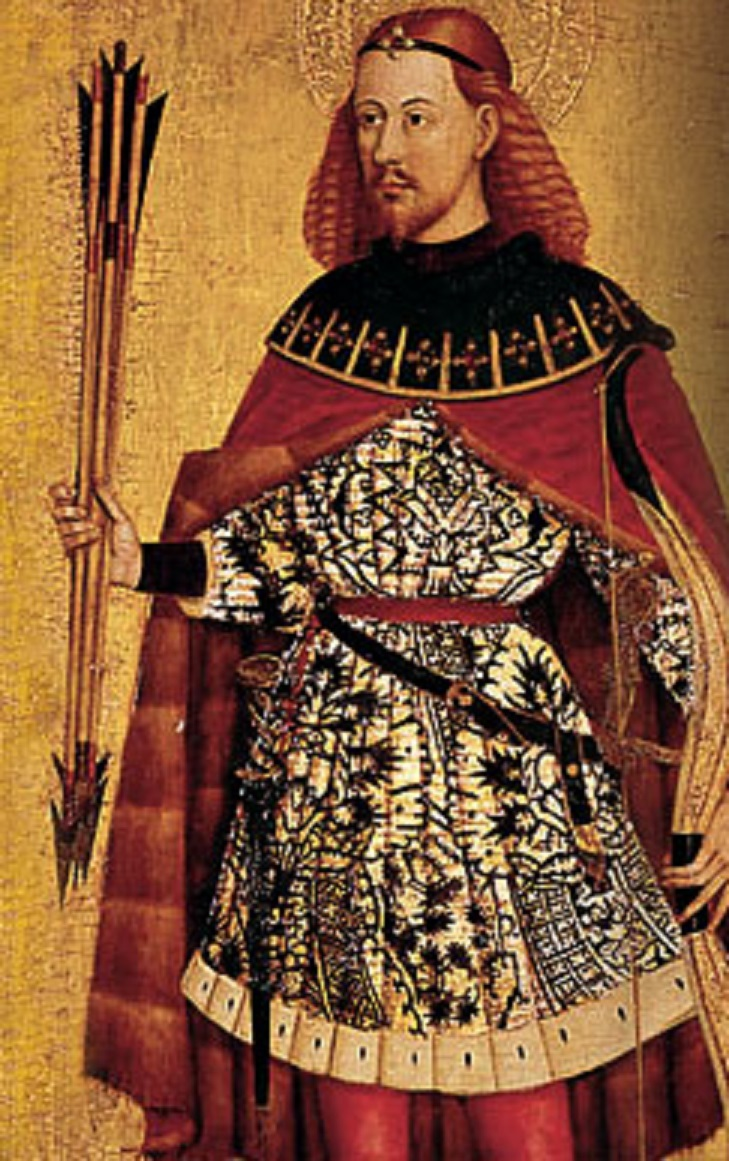
Ausiàs March într-o pictură din secolul al XV-lea

Ausiàs March (n. 1400 la Beniarjó, Comunitatea Valenciană - d. 3 martie 1459 la Valencia) a fost un cavaler și poet medieval valencian.
Este considerat ca fiind unul dintre cei mai importanți poeți ai Epocii de Aur ("Segle d'or") din literatura valenciana.
Influențat de poezia provensală, de Petrarca și Dante, a scris o lirică sugestivă și originală, într-un stil concis, de un realism violent, reliefându-se prin sinceritatea, puritatea și impetuozitatea afectelor, gravitatea și subtilitatea meditației.

## Scrieri
- Cants de la mort ("Cântece de moarte");
- Cants d'amour ("Cântece de iubire");
- Cants morals ("Cântece morale");
- Cant espiritual ("Cântec spiritual").